# 章克申鎮區 (堪薩斯州歐塞奇縣)
章克申鎮區（英語：Junction Township）是位於美國堪薩斯州歐塞奇縣的一個行政鎮區。

## 地方資料
章克申鎮區的面積為129.04平方千米，當中陸地面積為128.94平方千米，而水域面積為0.10平方千米。根據2010年美國人口普查的數據，當地共有人口1197人，而人口密度為每平方千米9.28人。

## 外部連結
- US-Counties.com
- City-Data.com （页面存档备份，存于）